# Annica Svensson
Annica Svensson és una centrecampista de futbol internacional per Suècia des del 2010. Amb la selecció ha arribat a les semifinals del Mundial, i també ha jugat els Jocs Olímpics.

## Trajectòria
| Temporada     | Club              | Títols    | Selecció (fases finals)                              |
| ------------- | ----------------- | --------- | ---------------------------------------------------- |
| 1997 - 2002   | Rävåsens IK       |           |                                                      |
| 2002 - 2005   | Djurgården/Älvsjö | 2 Lligues |                                                      |
| 2006 - 2010   | Hammarby IF       |           |                                                      |
| 2010 - 2013 0 | Tyresö FF · 0     | 1 Lliga 0 | Mundial 2011 (3r lloc) · Jocs Olímpics 2012 (quarts) |
| 2013          | Vittsjö GIK       |           |                                                      |
| 2014 - act.   | Eskilstuna United |           |                                                      |